# Archidiocèse aux Forces armées des États-Unis
L'archidiocèse pour les Forces armées des États-Unis (formellement Ordinariat militaire de l'archidiocèse pour les forces armées des États-Unis, en anglais Roman Catholic Archdiocese for the Military Services, USA) est la structure canonique de l'Église catholique chargée de l'aumônerie militaire de tous les membres catholiques des forces armées des États-Unis (et leurs proches), ainsi que des bases militaires et navales, des hôpitaux militaires (Veterans Administration) et des autres services fédéraux à l'étranger.
Il fut initialement créé en tant que vicariat apostolique, puis vicariat militaire, attaché à l'archidiocèse de New York. En 1986, le pape Jean-Paul II le réorganise en un archidiocèse à part entière, dont le siège se trouve dans le district de Columbia.
L'évêque actuel est Mgr Timothy Broglio. L'archidiocèse n'a pas de cathédrale : il utilise le plus souvent la basilique du sanctuaire national de l'Immaculée Conception, à Washington.

## Statut des aumôneries militaires américaines

### Aumôneries militaires américaines en général
Au sein des Forces armées américaines, les aumôniers ont rang d'officier et sont promus en fonction de leur ancienneté de service et par cooptation. Chaque branche a son propre corps d'aumôniers : l'U.S. Navy a créé le sien dès 1917, suivi par l'U.S. Army en 1920, et l'U.S. Air Force dès son établissement comme branche autonome, en 1948. Le corps des Marines et les gardes-côtes des États-Unis ne disposent pas d'aumôniers propres, mais dépendent de ceux de la Navy. Les aumôniers portent l'uniforme de leur branche avec leur grade et des insignes spécifiques correspondant à leur fonction au sein du corps des aumôniers.

Sceau du Corps des aumôniers de la Marine américaine

Les trois corps des aumôniers (Chaplains Corps) sont chacun dirigés, toutes religions et dénominations confondues, par un chef des aumôniers (Chief of the Chaplains of the U.S. Army/Air Force/Navy) assisté d'un adjoint en service actif (Deputy Chief of the Chaplains). Réunis, les trois chefs et leurs trois adjoints forment le Conseil des aumôniers des Forces armées (Armed Forces Chaplains Board), dont la mission est de conseiller le département de la Défense et le département de la Marine sur la gestion des corps des aumôniers, mais aussi sur des questions morales, éthiques et spirituelles. Les corps des aumôniers sont déployés sur tous les sites où des militaires américains sont présents : bases militaires et navales aux États-Unis et à l'étranger, missions diplomatiques , etc.
Le droit de chacun à exercer librement la religion de son choix est garanti par le Premier Amendement de la Constitution américaine. Les limites exactes de ce droit font toutefois l'objet de critiques et de batailles judiciaires. Le département de la Défense (suivi en cela par celui de la Marine), qui limite l'accès à la mission d'aumônier par une liste de religions et dénominations reconnues,, a ainsi étendu cette liste en 2017, afin notamment de répondre à la demande d'une aumônerie humaniste ou à celle d'une meilleure prise en compte des différents courants du judaïsme. Tout candidat-aumônier doit recevoir le soutien de l'une de ces religions/dénominations. L'Église catholique est l'une de ces religions reconnues, et peut donc missionner des aumôniers auprès des différents corps fédéraux. Néanmoins, la tendance actuelle des Forces armées à considérer que tout aumônier, quelle que soit sa religion/dénomination, peut répondre aux besoins de tout militaire, quelle que soit sa religion/dénomination, est un sérieux point de tension entre les représentants religieux et les départements de la Défense et de la Marine.

### Statut de non-combattant
Les Conventions de Genève stipulent (Protocole I du 8 juin 1977, art.  43.2) que les aumôniers ne sont pas des combattants : ils n'ont pas le droit de participer directement aux hostilités. Les aumôniers capturés ne sont pas considérés comme des prisonniers de guerre (IIIe Convention, 12 août 1949, chapitre IV, art.  33) et doivent être renvoyés dans leur pays d'origine, sauf s'ils sont retenus pour servir les prisonniers de guerre.

### L'aumônerie catholique
En 2013, près d'un quart des militaires américains se déclarait catholiques : 100 000 dans l'Army, 63 000 dans l'Air Force et 107 000 dans la Navy. L'aumônerie catholique est donc la plus importante en nombre de fidèles (contre 35 % des militaires pour les protestants toutes dénominations confondues).
L'archidiocèse aux Forces armées des États-Unis est la structure canonique correspondant à l'aumônerie catholique. Son archevêque n'est toutefois pas nécessairement intégré dans le corps des aumôniers, ni ses auxiliaires : par exemple, Mgr Spencer, évêque auxiliaire depuis 2010, a quitté le corps des aumôniers de l'Army en 2014, avec le grade de colonel.
Statutairement, l'archidiocèse est un ordinariat militaire personnel, ce qui signifie qu'il n'a pas de territoire défini mais que sa juridiction s'étend à ceux qu'il dessert où qu'ils soient dans le monde. En l'espèce, les ordinariats militaires ont juridiction sur les militaires (et assimilés, selon l'organisation propre à chaque État) et leurs proches. L'archidiocèse est donc compétent partout où des militaires américains sont déployés, ainsi que pour toutes les missions fédérales à l'étranger, en particulier diplomatiques (ambassades, consulats , etc.).
Au sein de la Conférence des évêques catholiques des États-Unis, l'archevêque aux Forces armées est membre de la Région IV, avec les diocèses de la province ecclésiastique de Washington et de celle de Baltimore.
L'archevêque et ses auxiliaires supervisent les prêtres catholiques en service comme aumôniers à travers le monde. Chaque aumônier reste incardiné dans le diocèse ou l'institut religieux pour lequel il a été ordonné: il doit donc obtenir l'autorisation de son supérieur ou évêque, avoir l'approbation de l'archidiocèse aux Forces armées, et remplir les conditions du département de la Défense.

## Histoire

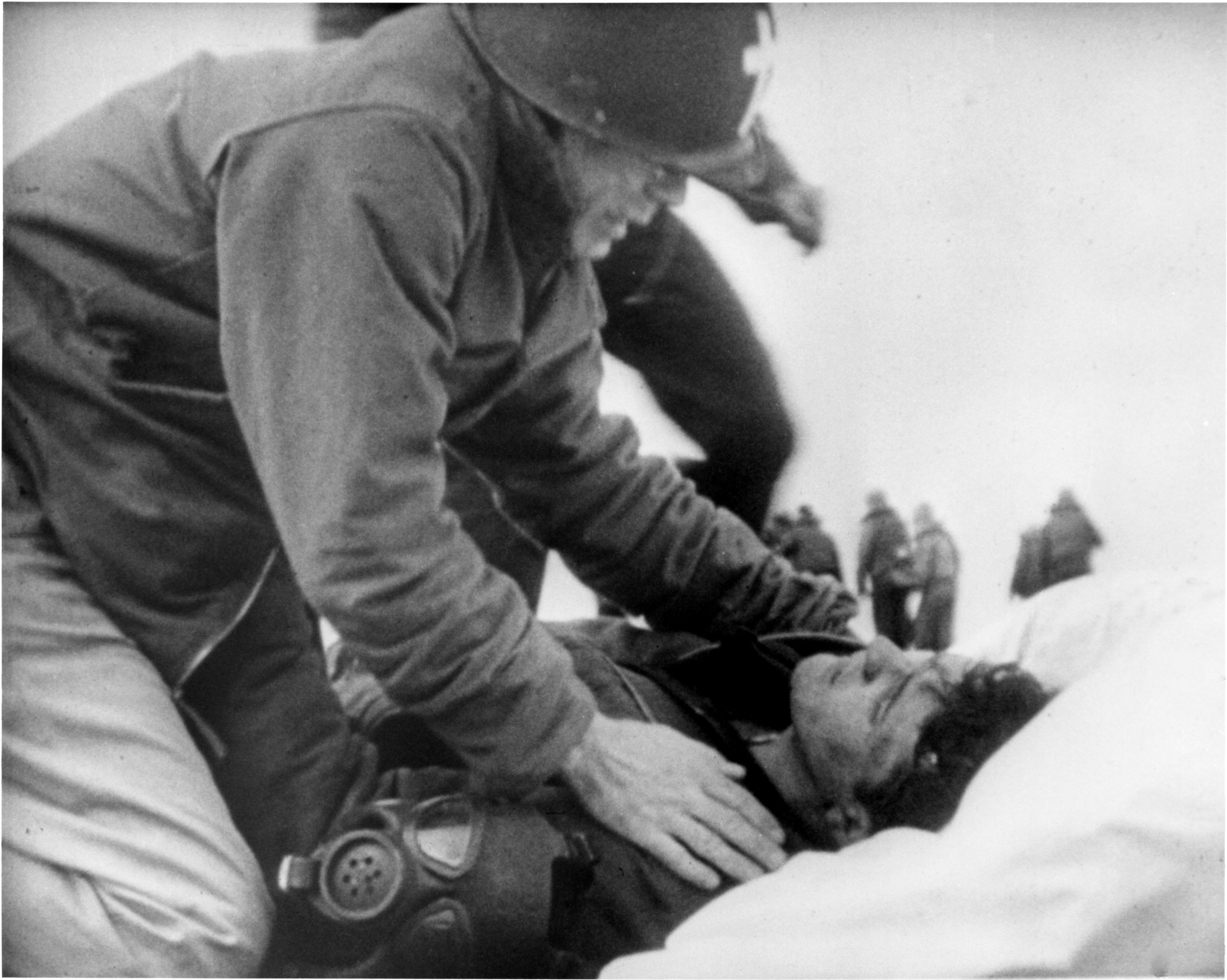
Le père Joseph T. O'Callahan, s.j., administre les sacrements à un homme blessé à bord du USS Franklin (CV-13), 1945.

### Débuts
Avant la création de l'Ordinariat militaire, les forces armées des États-Unis étaient desservies par un corps non-structuré de prêtres volontaires. Ils seront nombreux, de toutes les dénominations chrétiennes, à accompagner les soldats américains, dès la guerre d'indépendance.

### Première Guerre mondiale: création du vicariat apostolique
À partir de 1917, à l'entrée des États-Unis dans la première Guerre mondiale, le besoin d'une organisation plus structurée se fait sentir. Le 24 novembre 1917, le pape nomme Mgr Patrick Hayes, jusqu'alors évêque auxiliaire de l'archidiocèse de New York, comme vicaire apostolique personnel, c'est-à-dire responsable d'une église particulière dont sont membres ceux présentant une qualité personnelle spécifique (ici, être militaire ou appartenir à sa famille). Hayes est choisi parce que New York était le principal port d'embarquement pour les troupes américaines partant pour l'Europe et était donc un point de contact pertinent avec les aumôniers catholiques qui les accompagnaient. En 1919, à la mort du cardinal John Farley, Hayes prend sa succession au siège épiscopal de New York, sans cesser d'être officiellement vicaire apostolique, la fin de la Grande Guerre rendant toutefois cet office moins nécessaire.

### Seconde Guerre mondiale: transformation en vicariat militaire
En novembre 1939, le Saint-Siège remplace le vicariat apostolique par un Vicariat militaire des États-Unis, et le 11 décembre 1939, un premier évêque auxiliaire est nommé, le futur cardinal John Francis O'Hara. Mgr Spellmann, archevêque de New York et vicaire militaire en titre, le nomme délégué apostolique, si bien que la réalité de la mission a été exercé par Mgr O'Hara tout au long de la seconde Guerre mondiale.

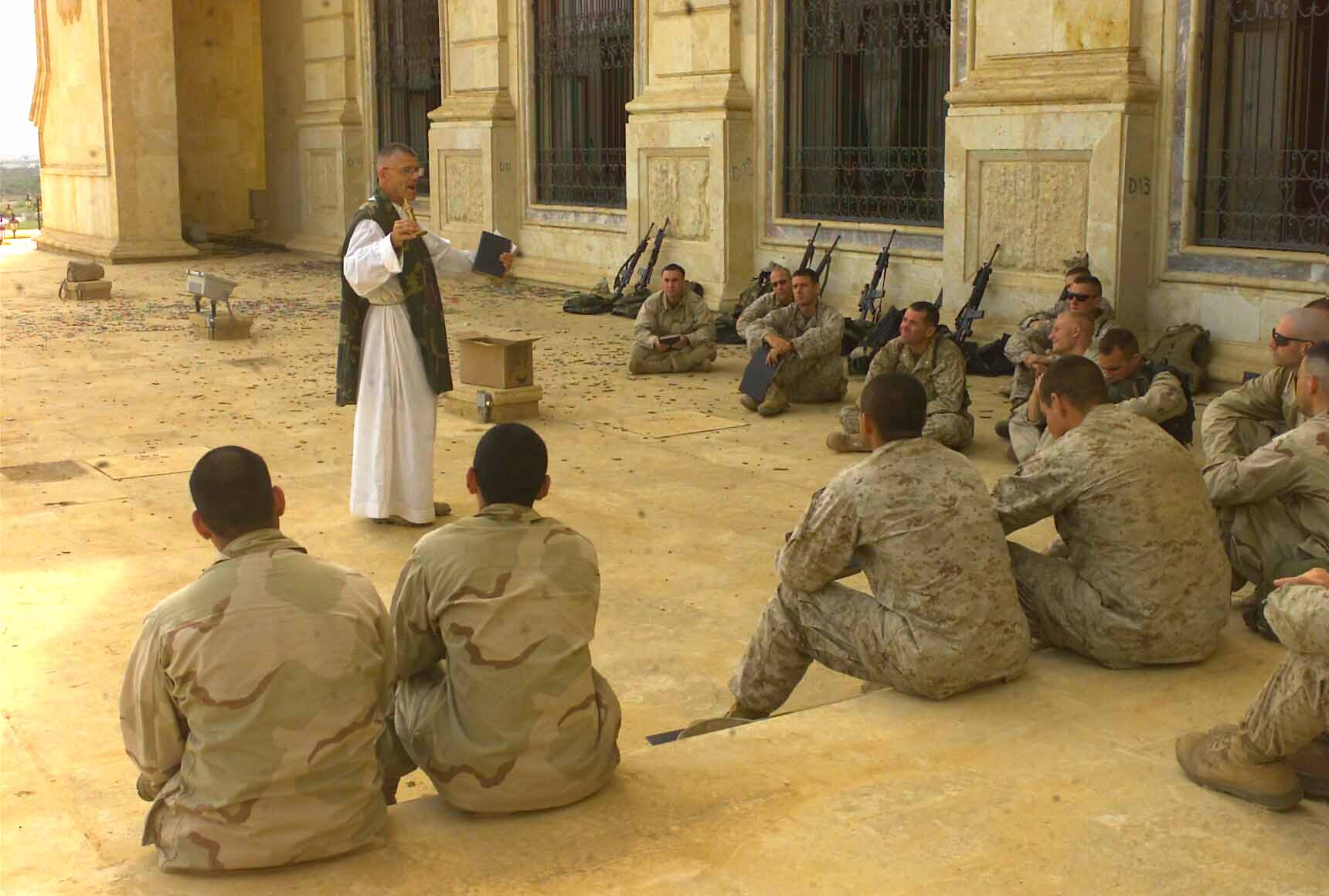
Un aumônier catholique officie auprès des Marines et marins américains à Tikrit, en Irak

### Guerre Froide: Élévation en archidiocèse autonome
Le poste est resté associé à l'archevêché de New York jusqu'à ce que le cardinal Terence Cooke envisage, au début des années 1980, de séparer les juridictions respectives des deux fonctions, plan qu'il n'a pas été en mesure d'exécuter avant sa mort en 1983. Son successeur Mgr John Joseph O'Connor, malgré son passé d'aumônier militaire (il sera contre-amiral et chef des aumôniers de la Navy) et d'évêque auxiliaire du vicariat militaire, ne reçoit que le siège de New York, sans le vicariat militaire. Mgr Joseph T. Ryan, archevêque coadjuteur du vicariat miliaire depuis 1975, prend l’intérim, jusqu'à ce que le 21 juillet 1986, le pape Jean-Paul II élève le vicariat militaire au rang d'archidiocèse aux Forces armées des États-Unis et l'en nomme archevêque.
En 2012, Catholic Extension approuve une subvention de 56 000 $ sur deux ans à l'archidiocèse aux Forces armées afin de soutenir les programmes de formation pour les catholiques de l'armée américaine.
En 2017, l'archidiocèse comptait 208 prêtres en service actif desservant environ 1,8 million de personnes.

## Siège
La chancellerie diocésaine est située à Washington, DC, au nord-est, dans le quartier de Brookland/University Heights, près de l'Université catholique d'Amérique.
L'archidiocèse des Forces armées est le seul diocèse américain sans cathédrale ; ses principales célébrations ont lieu dans la basilique du sanctuaire national de l'Immaculée Conception, qui se trouve à proximité du siège.

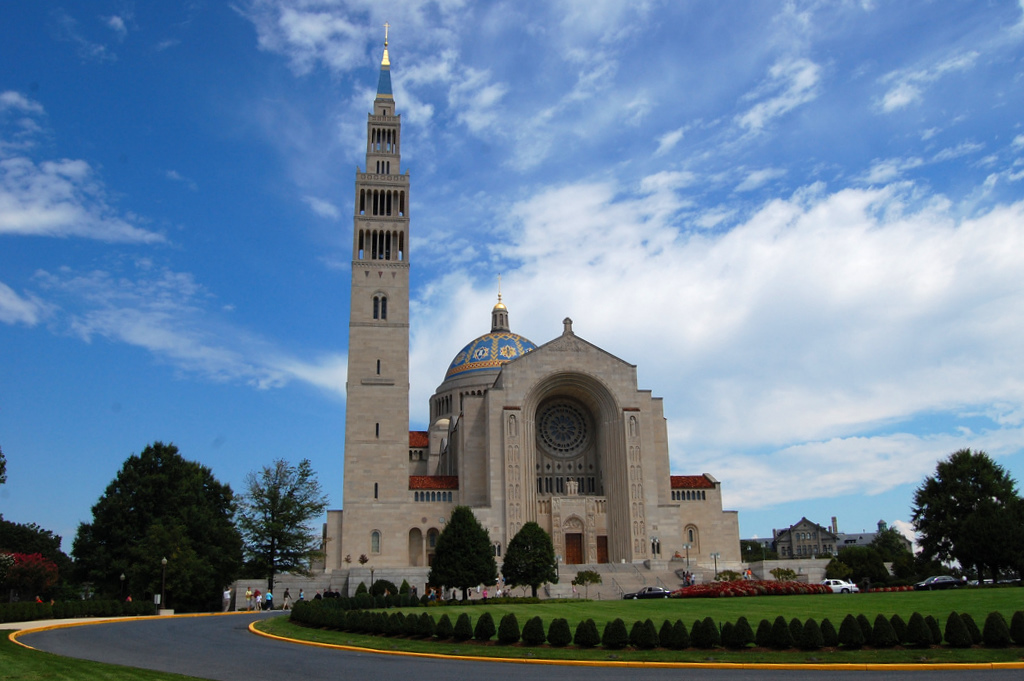
La basilique du sanctuaire national de l'Immaculée Conception.
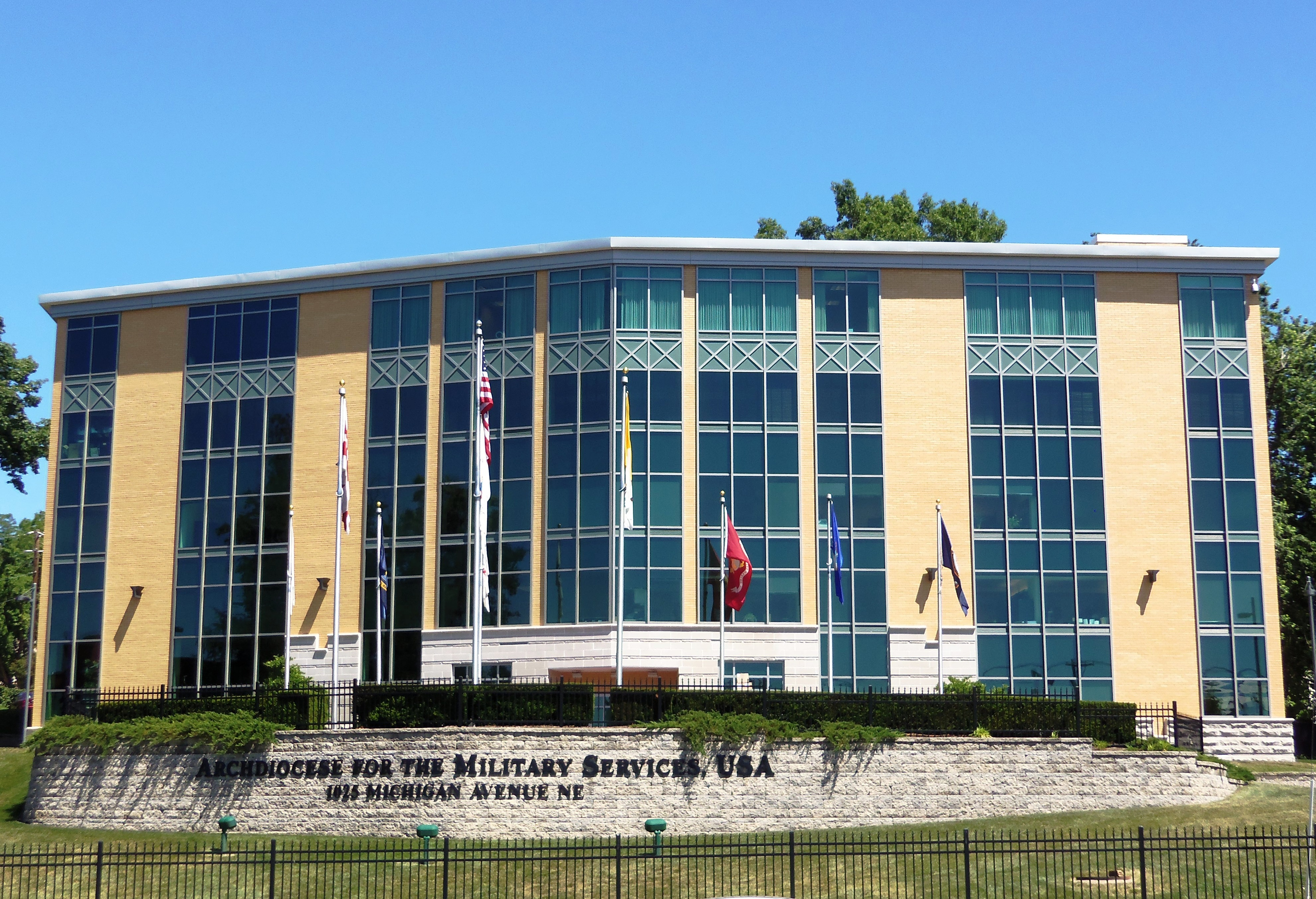
Chancellerie de l'archidiocèse aux Forces armées des États-Unis.

## Affaires d'abus sexuels

### Armée (U.S. Army)
En 1985, Alvin L. Campbell, aumônier catholique de l'U.S. Army, a plaidé coupable d'abus sexuels et est condamné à 14 ans de prison. Il a purgé sept ans de cette peine et a été exclu de tout ministère public. Il est décédé en 2002.
En 2000, Mark Matson est reconnu coupable et condamné à 20 ans de prison pour avoir agressé un garçon de 13 ans alors qu'il servait dans un hôpital de l'armée américaine,.
En 2005, Gregory Arflack est condamné à cinq ans de prison après avoir plaidé coupable d'agressions sexuelles contre des membres de l'armée américaine.

### Armée de l'Air (U.S. Air Force)
En 1991, Thomas Chleboski, aumônier de l'U.S. Air Force, a plaidé coupable pour cinq faits de violences sexuelles sur un garçon de 13 ans en 1989 et a été condamné à 20 ans de prison,. Il a été accusé d'avoir attiré sa victime par des promesses de visite de la base aérienne d'Andrews.
Barry Ryan, qui a passé deux ans de prison pour différents actes de violence sexuelle commis en 2003, a été renvoyé de l'archidiocèse en 1995 après que des allégations d'actes de violence sexuelle contre un mineur en 1994 aient éclatées,.
Le 12 avril 2019, Arthur Perrault, un ancien prêtre catholique romain qui a été aumônier de l'US Air Force et de la Garde nationale aérienne, a été reconnu coupable d'avoir abusé sexuellement d'un enfant de chœur dans une base de l'Air Force et un cimetière de vétérans au Nouveau-Mexique au début des années 1990,. En septembre 2018, il est extradé par le Maroc, où il avait fui. Le 15 septembre 2019, Perrault est condamné à 30 ans de prison.

## Aumôniers remarquables, par conflit

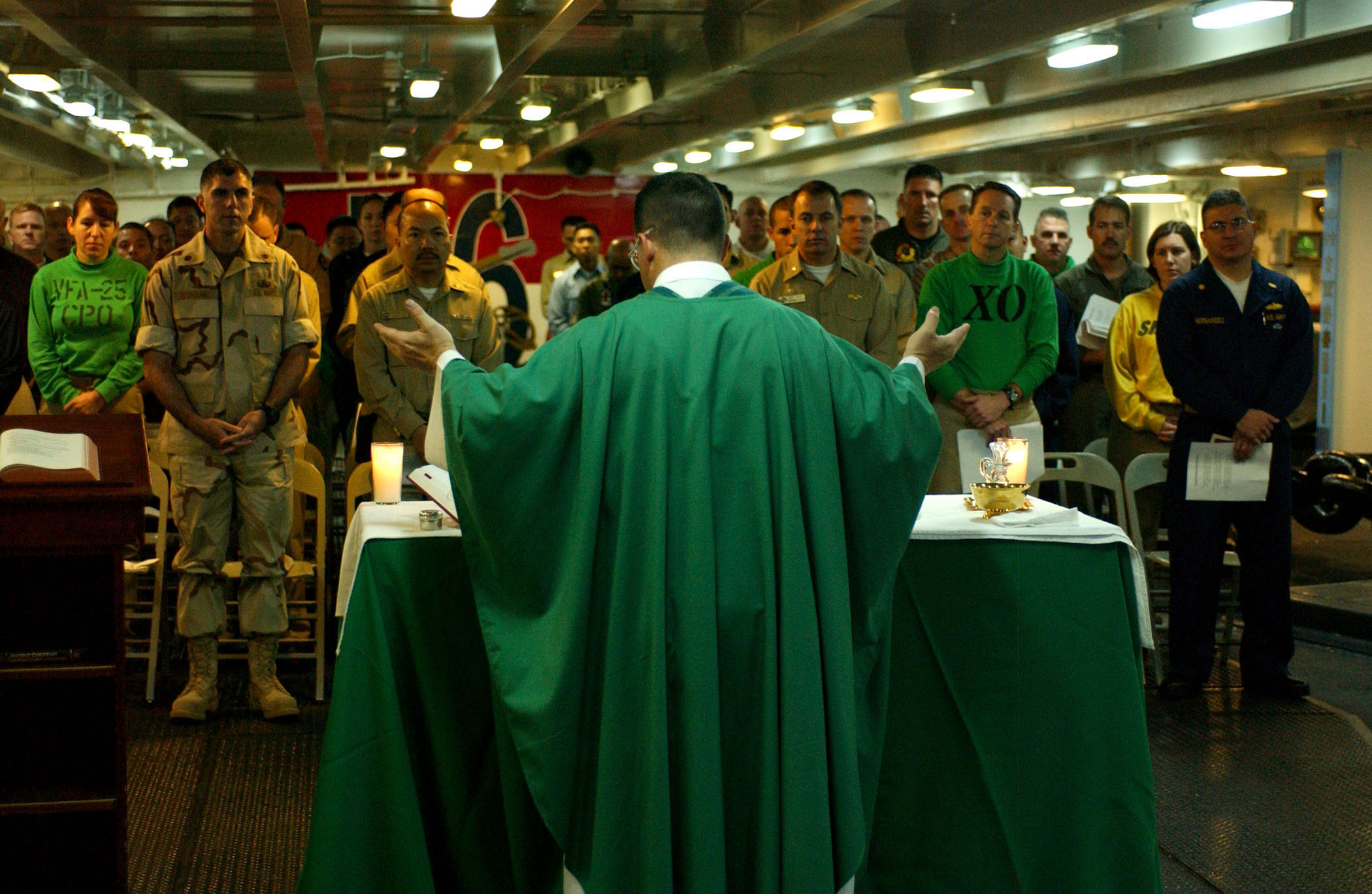
L'aumônier de l'US Navy Kenneth Medve célèbre la messe à bord du (2006).

### Guerre américano-mexicaine
- John McElroy, compagnie de Jésus : l'un des deux premiers aumôniers catholiques de l'armée. Fondateur du Boston College[21].
- Anthony Rey, compagnie de Jésus : l'un des deux premiers aumôniers catholiques de l'armée. Vice-président du Georgetown College (1845). Premier aumônier catholique tué pendant son service dans l'armée américaine.

### Guerre de Sécession

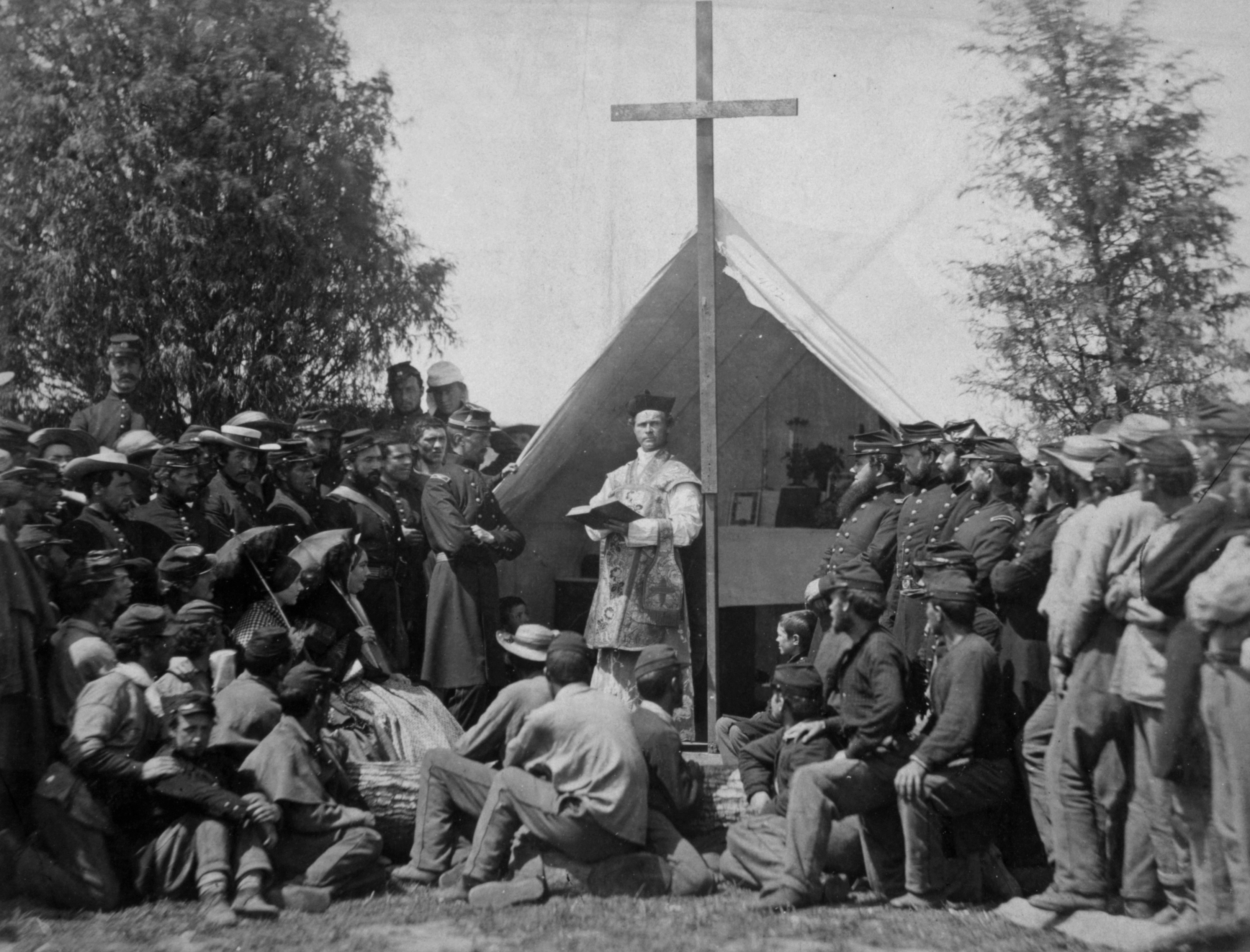
Un aumônier catholique de l'armée célébrant la messe pour les soldats et officiers de l'Union pendant la guerre de Sécession (1861-1865).

- Emmeran M. Bliemel, Ordre de Saint-Benoît : il est le premier aumônier catholique tué au combat pendant la guerre de Sécession[22].
- William Corby : il est célèbre pour avoir donné une absolution générale à la brigade irlandaise lors de la bataille de Gettysburg.
- John Ireland : il a été aumônier du 5th Minnesota Volunteer Infantry Regiment.
- Bernard John McQuaid : il s'est porté volontaire comme aumônier et a accompagné la Brigade du New Jersey jusqu'au combat, ce qui lui valut d'être capturé par les Confédérés.

### Guerre hispano américaine
- John P. Chidwick (2013) : prêtre de l'archidiocèse de New York et troisième aumônier catholique de la Marine américaine, il était aumônier chargé du USS Maine lorsque celui-ci a été détruit par une explosion le 15 février 1898 (casus belli de cette guerre). Il a contribué à coordonner l'enterrement des marins et leur transfert ultérieur au cimetière national d'Arlington[23].

### Première Guerre mondiale
- John B. DeValles.
- Francis P. Duffy : aumônier du 69th Infantry Regiment (unité militaire originaire de New York et comprenant une partie de la garde nationale de l'État de New York) - connu sous le nom de The Fighting 69th - qui avait été fédéralisé et renommé le 165th US Infantry Regiment.
- John Joseph Mitty : en 1919, il est nommé aumônier catholique à l'Académie militaire américaine (West Point) ; il sert pendant la superintendance du général Douglas MacArthur.
- Colman O'Flaherty : aumônier de la 1st Infantry Division; tué au combat, en France; reçoit à titre posthume la Distinguished Service Cross.
- Barry O'Toole.

### Seconde Guerre mondiale

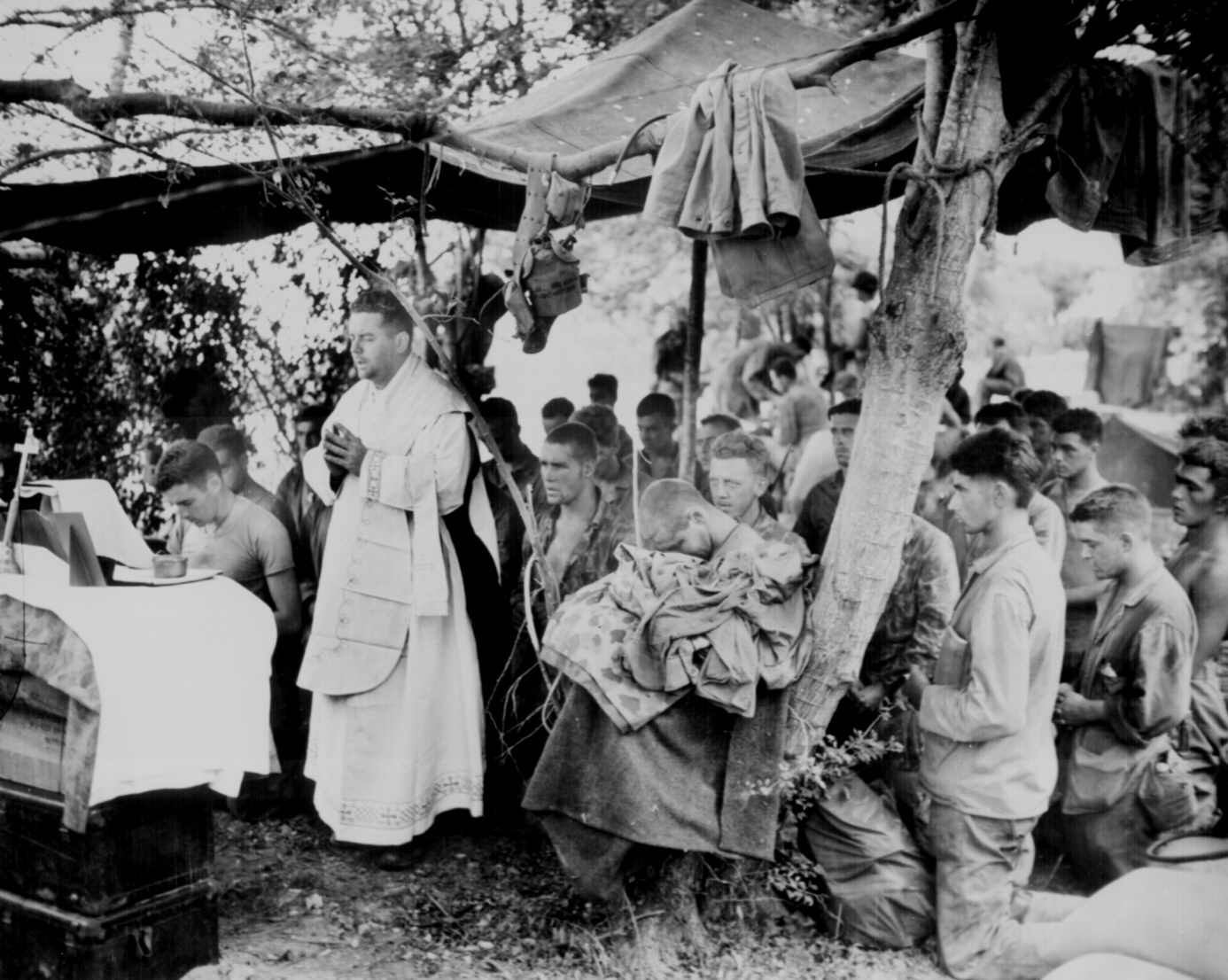
Un aumônier de l'US Navy célèbre la messe pour des Marines à Saipan, en juin 1944, commémorant les camarades tombés lors des premiers débarquements amphibies.

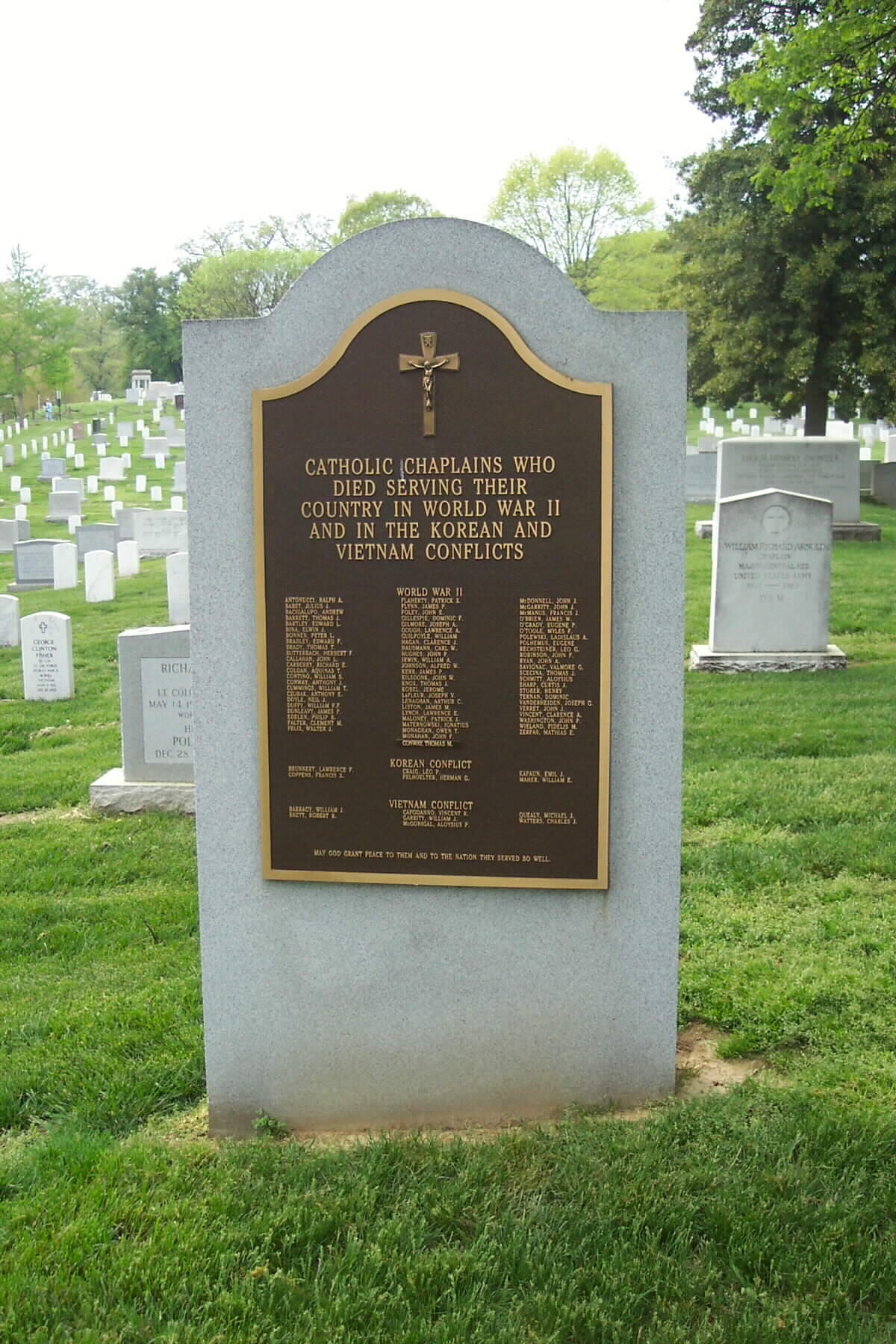
Le monument aux aumôniers catholiques sur Chaplains Hill au cimetière national d'Arlington.

- William R. Arnold : premier chef des aumôniers catholiques de l'US Army ; délégué apostolique après la guerre.
- Thomas J. Barrett[note 1].
- Frédéric P. Gehring, CM.
- Joseph Gilmore.
- William Guilfoyle.
- Philip M. Hannan.
- William A. Irwin.
- Alfred W. Johnson.
- Francis J. McManus.
- Joseph T. O'Callahan : a servi sur le USS Franklin ; reçoit la Medal of Honor.
- John A. Ryan.
- Joseph T. Ryan (en)[note 2] : futur archevêque d'Anchorage puis premier archevêque aux Forces armées.
- Aloysius H. Schmitt : premier aumônier américain à mourir pendant la Seconde Guerre mondiale ; sur l'USS Oklahoma[24].
- John P. Washington : l'un des Quatre Aumôniers (en).
- Joseph Verbis Lafleur : récipiendaire de la Distinguished Service Cross, de la Bronze Star et du Purple Heart.

### Guerre de Corée
- Herman G. Felhoelter : aumônier du 19e régiment d'infanterie, 24e division d'infanterie ; exécuté, avec 30 soldats grièvement blessés ; reçoit à titre posthume la Distinguished Service Cross.
- Emil J. Kapaun : reçoit la Medal of Honor à titre posthume[note 1],[25].
- Dennis Murphy[26].
- John J. O'Connor : devient chef des aumôniers de la Marine (1975-1979), évêque auxiliaire du Vicariat militaire (1979-1983), puis archevêque de New York et cardinal.

### Guerre froide (pré-Vietnam)
- Terence P. Finnegan : premier chef (catholique) des aumôniers de l'Air Force.
- Patrick J. Ryan : deuxième chef (catholique) des aumôniers de l'Army.

### Guerre du Vietnam
- Robert R. Brett, SM : tué lors de l'offensive du Têt, après avoir refusé une place dans un hélicoptère d'évacuation[note 1].
- Vincent R. Capodanno, MM : reçoit la Medal of Honor à titre posthume.
- Edwin R. Chess : deuxième chef (catholique) des aumôniers de l'Air Force.
- John F. Laboon, Jr., S.J..
- Charles Liteky.
- Francis L. Sampson : douzième chef des aumôniers de l'Army (troisième catholique à ce poste). Son histoire serait à l'origine du film Il faut sauver le soldat Ryan.
- Charles J. Watters : reçoit la Medal of Honor à titre posthume.

### Guerre froide (post-Vietnam)
- John A. Collins : quatrième chef (catholique) des aumôniers de l'Air Force.
- William Joseph Dendinger : septième chef (catholique) des aumôniers de l'Air Force.
- Patrick J. Hessian : quatrième chef (catholique) des aumôniers de l'Army.
- John P. McDonough : cinquième chef (catholique) des aumôniers de l'Air Force.
- Henry J. Meade : troisième chef (catholique) des aumôniers de l'Air Force.
- Donald W. Shea : cinquième chef (catholique) des aumôniers de l'Army.
- Arthur S. Thomas : sixième chef (catholique) des aumôniers de l'Air Force.

### Guerre en Irak / Guerre contre le terrorisme
- Donald L. Rutherford : sixième chef (catholique) des aumôniers de l'Army.
- H. Timothy Vakoc : seul aumônier américain à mourir de blessures reçues pendant la guerre en Irak.

## Fiction et littérature sur les aumôniers militaires catholiques
- The Fighting 69th
- Le jour le plus long (livre)
- Le jour le plus long (film)
- MASH: un roman sur trois médecins de l'armée
- MASH (film)
- M * A * S * H (série télévisée)